# جزین (فریدون‌کنار)
جزین یک روستا در ایران است که در استان مازندران واقع شده‌است. جزین ۴۲۲ نفر جمعیت دارد.